# UFC Fight Night: Cejudo vs. Song
UFC Fight Night: Cejudo vs. Song (también conocido como UFC Fight Night 252 y UFC on ESPN+ 110) fue un evento de artes marciales mixtas producido por Ultimate Fighting Championship que se llevó a cabo el 22 de febrero de 2025 en el Climate Pledge Arena en Seattle, Washington, Estados Unidos.

## Antecedentes
El evento marcó la cuarta visita de la promoción a Seattle y la primera desde UFC on Fox: Johnson vs. Moraga en julio de 2013.
Está previsto que una pelea de peso gallo entre el ex campeón de peso mosca y peso gallo de UFC (también medallista de oro olímpico de 2008 en lucha libre) Henry Cejudo y Song Yadong encabece el evento.
Se espera que en el evento se lleve a cabo una pelea de peso gallo femenino entre Ketlen Vieira y la ganadora de peso pluma femenino de The Ultimate Fighter, Macy Chiasson. La pareja estaba previamente programada para UFC Fight Night: Ankalaev vs. Walker 2 en enero de 2024, pero Vieira fue retirada como resultado de una lesión y la pelea fue cancelada.

## Bonificaciones
Los siguientes peleadores recibieron bonificaciones de 50.000 dólares.
- Pelea de la Noche: Alonzo Menifield vs. Julius Walker
- Actuación de la Noche: Jean Silva y Ricky Simón